# Christophe Masse
Pour l’article homonyme, voir Masse (homonymie).
Christophe Masse, né le 16 novembre 1963 à Marseille (Bouches-du-Rhône), est un homme politique français, membre du Parti socialiste puis de Territoires de progrès.

## Famille
Christophe Masse est l'héritier d'une lignée d'élus socialistes. Son arrière-grand-père, Marius Masse, fut adjoint au maire de Marseille de 1935 à 1939. Son grand-père, Jean Masse puis son père, Marius Masse, ont été député et conseiller général des Bouches-du-Rhône ainsi que conseiller municipal de Marseille.
Sa sœur, Florence Masse, a été conseillère municipale PS de Marseille, élue dans le 7e secteur, de 2008 à 2020.

## Parcours politique

### Ascension politique
Lors des élections législatives de 2002, il est élu député de la huitième circonscription des Bouches-du-Rhône, succédant ainsi à son père Marius Masse, député depuis 1981, et à son grand-père, Jean Masse, élu de 1962 à 1978.
En 1998, il est élu conseiller général dans le Canton de Marseille-Montolivet, fief UMP, battant le sortant Roland Blum alors maire de secteur.
Lors des élections législatives de 2007, il est battu de quelques voix (49,76 %) par son adversaire UMP Valérie Boyer. Il est à nouveau battu par celle-ci en 2012, dans cette circonscription-clé qu'elle a arrachée de justesse.
En mars 2008, aux élections municipales, il dirige la liste socialiste de Jean-Noël Guérini dans le 6e secteur de Marseille où il est battu par la liste UMP de Roland Blum. Il est également battu aux élections cantonales par son adversaire UMP Robert Assante sur le canton de Marseille-Les Trois Lucs. Il siège toutefois au conseil municipal de Marseille dans l'opposition et au conseil communautaire (Marseille-Provence métropole) dans la majorité du socialiste Eugène Caselli.
En mars 2011, il est élu conseiller général sur le canton de Marseille-Les Olives, où il prend la succession de son père Marius. De mars 2011 à mars 2015, il dirige l'office HLM du département des Bouches-du-Rhône, 13 Habitat, qui est le premier bailleur social du département en nombre de logements.

### Élections municipales de 2014
En vue des élections municipales de 2014 à  Marseille, il participe à la primaire PS, affrontant notamment Samia Ghali, Eugène Caselli, Marie-Arlette Carlotti, Henri Jibrayel et Patrick Mennucci. Il est éliminé au premier tour, au profit de Samia Ghali et Patrick Mennucci qui s'affronteront au second tour.
Patrick Mennucci lui confie la mission de mener la liste PS-EELV dans le 6e secteur (regroupant les 11e et 12e arrondissements). Sa liste réalise un score en deçà des attentes : 16,62% des suffrages exprimés au premier tour, et 23,36% des suffrages exprimés au second tour. Il est tout de même élu au conseil municipal, et au conseil communautaire (qui deviendra conseil métropolitain), faisant ainsi parti de l'opposition à chaque fois.

### Élections départementales de 2015
En mars 2015, il est élu conseiller départemental sur le canton de Marseille-6. Sa candidature à cette élection a suscité une polémique puisque Christophe Masse a d'abord refusé de postuler avec le binôme que voulait lui imposer la fédération socialiste des Bouches-du-Rhône : Zina Ghrib. Il a préféré être candidat avec l'ancienne secrétaire de son père, Geneviève Tranchida, par ailleurs militante associative. Christophe Masse est élu avec son binôme au second tour contre le binôme du Front National, avec un score très serré (seulement 98 voix d'écart). Compte tenu du faible écart et des soupçons d'irrégularité, le Front National dépose un recours au Tribunal Administratif , qui n'aboutit pas.

### Soutien d'Emmanuel Macron
Christophe Masse soutient Manuel Valls à la primaire citoyenne de 2017 puis Emmanuel Macron pour l'élection présidentielle 2017. Il se présente aux élections législatives dans la 3e circonscription des Bouches-du-Rhône, qui correspond géographiquement peu ou prou au 6e canton de Marseille, dans lequel il est élu conseiller départemental. Il se présente sous l'étiquette de la "majorité présidentielle", sans avoir officiellement été investi par En Marche. Finalement, le parti d'Emmanuel Macron investit une candidate à 11 jours du scrutin, Alexandra Louis. Il renonce alors à se présenter, dénonçant un "immense gâchis".
Il rejoint Territoires de progrès, parti rassemblant d'anciens membres du PS proche de la majorité présidentielle d'Emmanuel Macron. En son sein, il est délégué régional Provence-Alpes-Côte d'Azur.

## Mandats
Fait rare dans la vie politique française, il cumule quatre élections dans quatre cantons différents de Marseille.
- 27 mars 1998 - 28 mars 2004 : conseiller général des Bouches-du-Rhône (canton de Marseille-Montolivet)
- 19 mars 2001 - 1er novembre 2002 : conseiller municipal de Marseille
- 19 juin 2002 - 19 juin 2007 : député, élu dans la huitième circonscription des Bouches-du-Rhône
- 28 mars 2004 - 21 mars 2008 : conseiller général des Bouches-du-Rhône (canton de Marseille-Les Trois Lucs), vice-président du conseil général
- Mars 2008 - juillet 2020 : conseiller municipal de Marseille et conseiller communautaire de la Communauté urbaine Marseille Provence Métropole
- Mars 2011 - mars 2015 : conseiller général des Bouches-du-Rhône (canton de Marseille-Les Olives)
- 2 avril 2015 - 1er juillet 2021 : conseiller départemental des Bouches-du-Rhône (canton de Marseille-6)